# رود تايلور
رود تايلور (بالإنجليزية: Rod Taylor)‏‏ ( 11 يناير 1930 - 7 يناير 2015)، هو ممثل أسترالي بدأ مسيرته الفنية عام 1951. ظهر بأكثر من 50 فيلماً. كان آخر ظهور له سنة 2009 بفيلم أوغاد مجهولون وقام بدور ونستون تشرشل

## الأعمال
- لونغ جون سيلفر
- ضخم
- طاولات منفصلة
- مئة مرقش ومرقش
- الطيور
- كبار الزوار
- أوغاد مجهولون

## وصلات خارجية
- رود تايلور على موقع IMDb (الإنجليزية)
- رود تايلور على موقع الموسوعة البريطانية (الإنجليزية)
- رود تايلور على موقع روتن توميتوز (الإنجليزية)
- رود تايلور على موقع ألو سيني (الفرنسية)
- رود تايلور على موقع ميوزك برينز (الإنجليزية)
- رود تايلور على موقع تيرنر كلاسيك موفيز (الإنجليزية)
- رود تايلور على موقع أول موفي (الإنجليزية)
- رود تايلور على موقع قاعدة بيانات الأفلام السويدية (السويدية)
- رود تايلور على موقع إن إن دي بي (الإنجليزية)
- رود تايلور على موقع قاعدة بيانات الفيلم (الإنجليزية)